# Усвајање деце код ЛГБТ+ особа
Усвајање деце код ЛГБТ особа је једна од кључних тема за признавање истоправног положаја истополних парова.

## Законски статус у свету

### Европа
Усвајање деце код истополних парова је могуће у Андори, Белгији, Уједињеном Краљевству, Холандији, Исланду, Норвешкој, Шведској, Јужној Африци, Шпанији и неким деловима Канаде. У Данској и Немачкој дозвољено је усвајање детета партнера, односно партнерке, што значи да један од партнера у мушком пару, односно једна од партнерки у женском пару у грађанској заједници може да усвоји биолошко (некада и усвојено) дете свог партнера, односно партнерке. У Ирској и неким другим државама појединци и појединке могу да усвајају децу без обзира на њихову сексуалну оријентацију или брачни статус.
У фебруару 2006. године Касацијски суд Француске донео је пресуду да оба партнера, односно обе партнерке у озваниченој истополној вези имају родитељска права над биолошким дететом једне стране.
Парламент Исланда је гласао 2.6.2006. о предлогу закона којим би се омогућио потпуно једнак третман испотполних и хетеросексуалних парова када су у питању родитељство, усвајање деце и вештачка оплодња. Ниједан/а члан/ица парламента није гласао/ла против. Закон је ступио на снагу 27. јуна 2006.

### Сједињене Америчке Државе
У САД само неколико држава експлицитно дозвољава усвајање деце код истополних парова, и то: Калифорнија, Конектикат, Илиноис, Масачусетс, Њу Џерзи, Њујорк, Пенсилванија, Вермонт и Вашингтон.
Судови још неких држава су доносили пресуде којима се даје родитељство партнеру/партнерки над биолошком децом друге стране у истополним паровима.
Усвајање деце код појединца, односно појединке могуће је у свим државама осим на Флориди. Ово омогућује паровима да „усвајају“ децу, али само један од партнера, односно само једна од партнерки има законски признат родитељски статус. Ово је, међутим, немогуће у Јути, где закон забрањује усвајање деце у случају особе која „живи у вези, која није законски призната и која није брак“. Дакле, закон Јуте дозвољава појединцима и појединкама да усвајају децу, без обзира на сексуалну оријентацију, али не дозвољава то и особама које живе са својим партнерима, односно партнерима у законски непризнатим везама.
Иако у многим државама у САД није могуће да истополни парови усвоје децу, ипак је могуће да буду хранитељске породице.

### Канада
У Канади закони о усвајању деце су у надлежности провинцијалних законодавстава, тако да се прописи разликују од територије до територије. Усвајање деце код истополних парова могуће је у следећим државама: Британска Колумбија, Манитоба, Њуфаундленд и Лабрадор, Нова Шкотска, Онтарио, Квебек, Саскачеван и Северозападне територије. У Алберти могуће је усвајање детета партнера/партнерке.
Усвајање је забрањено у Њу Брансвику, Острву Принца Едварда и Нунавуту. У Јукону закон о усвајању деце је нејасан.

### Аустралија
У Аустралији истополна усвајања деце могућа су у Аустралијској престоничкој територији и Западној Аустралији, док је усвајање детета партнера/ке могуће у Тасманији.
Јануара 2005. године израелски врховни суд је дозволио усвајање деце партнера/ки у истополном пару.